# Heterospathe
Heterospathe es un género con 41 especies de plantas con flores perteneciente a la familia  de las palmeras (Arecaceae).

## Descripción
Es un género con una considerable variación en la morfología y el hábito; pueden ser solitarios con esbeltos troncos  o densamente agrupados, algunos son dimitutos  y viven siempre en el sotobosque, mientras que otros se encuentra en el dosel o cubierta superior.  Los troncos se encuentran anillados por las cicatrices de las hojas y con el final mal definido o sin corona. Las hojas son generalmente pinnadas, rara vez bífidas, de tamaño pequeño a grande, de color rojo, a menudo, cuando son nuevas.
La inflorescencia es interfoliar pero independiente.  Puede ser ramificada desde una hasta cuatro ramas  cortas de color blanco hasta amarillo, dispuestas en espiral, con flores masculinas y femeninas. El fruto es elipsoidal a esférico y al madurar toma diferentes tonalidades de color naranja y rojo. Tiene una sola semilla.

## Distribución y hábitat
Están relativamente generalizadas en todo el Pacífico occidental, distribuido en Nueva Guinea, las Filipinas, las Islas Salomón, el este de Indonesia y Micronesia. Con una  gama variada de hábitat, ya que habitan la montaña y las tierras bajas de la selva tropical, en algunos casos con sombra total o la luz filtrada, mientras que otros maduran a pleno sol, H. delicatula y H. humilis se encuentran a grandes alturas en las montañas de Nueva Guinea.  Siendo su principal hábitat, los bosques lluviosos donde normalmente se encuentra el suelo rico en humus.

## Cultivo y usos
Por su colorido follaje ha aumentado su popularidad en Australia, aunque todavía son poco frecuentes, donde hay más es en los Estados Unidos, donde se cultiva una especie.   En cualquier caso, prefieren un entorno parecido a los de su hábitat natural, en particular suelo ácido con drenaje rápido de abundante agua y protección del frío.  Los pecíolos y foliolos se usan para tejer, el palmito se informa que es comestible, y la fruta de H. elata  es un sustituto masticable del betel.

## Taxonomía
El género fue descrito por  Rudolph Herman Christiaan Carel Scheffer y publicado en Annales du Jardin Botanique de Buitenzorg 1: 141–142. 1876. La especie tipo es: Heterospathe elata Scheff. 
Etimología
Heterospathe: nombre genérico que viene de hetero, diferente, y spathe, que significa espata.

## Especies
| - Heterospathe annectens - Heterospathe arfakiana - Heterospathe brevicaulis - Heterospathe cagayanensis - Heterospathe califrons - Heterospathe clemensiae - Heterospathe delicatula - Heterospathe dransfieldii - Heterospathe elata - Heterospathe elegans - Heterospathe elmeri - Heterospathe glabra - Heterospathe glauca | - Heterospathe humilis - Heterospathe intermedia - Heterospathe kajewskii - Heterospathe ledermanniana - Heterospathe lepidota - Heterospathe longipes - Heterospathe macgregorii - Heterospathe minor - Heterospathe muelleriana - Heterospathe negrosensis - Heterospathe obriensis - Heterospathe parviflora - Heterospathe philippinensis | - Heterospathe phillipsii - Heterospathe pilosa - Heterospathe pulchra - Heterospathe ramulosa - Heterospathe salomonensis - Heterospathe scitula - Heterospathe sensisi - Heterospathe sibuyanensis - Heterospathe sphaerocarpa - Heterospathe trispatha - Heterospathe uniformis - Heterospathe versteegiana - Heterospathe woodfordiana |